# ビリジアン
ビリジアン(ヴィリジアン、Viridian)は、3価のクロム化合物を含む緑色の顔料。Colour Index Generic NameはPigment Green 18である。
1838年にPannetierが発明したが、彼はその製法を隠匿したため、広まらなかった。その後、1859年にフランスのギネー（Guignet）によって再発明され、顔料として安価に大量生産されるようになり、それまで印刷業界で緑色顔料として使われていたエメラルドグリーンを置き換える形で普及し、緑色の代名詞となった。
オキシ水酸化クロム（化学式はCr2O(OH)4）もしくは含水酸化クロム（Cr2O3）から構成されると考えられ、澄んだ青緑色をしている。クロム(III)塩に水酸化アルカリを加えると得られるが、水溶液の沈殿はコロイド状になり濾過しにくいので、工業的には二クロム酸カリウム（K2Cr2O7）あるいは二クロム酸アンモニウム（(NH4)2Cr2O7）にホウ酸（H3BO3）を重量比で4倍以上配合し、600℃～750℃で焼成し、溶融物を熱湯で洗浄後、乾燥して得られる。
絵具には欠かせない顔料であり、エナメルやプラスチックの着色、塗料等にも使用される。また、これより黄味の緑であるカドミウムグリーンはビリジアンとカドミウムイエローの混合物である。なお無水酸化クロムからなる顔料は酸化クロム緑といい、ビリジアンより不透明で、彩度が低く黄味の緑をしている。